# Black Angelika
Black Angelika (n. 25 octombrie 1987, București, România) este o actriță porno română.